# Semicossyphus
Semicossyphus é um gênero de peixe da família Labridae. São encontrados no Oceano-pacífico.
Este género contém as seguintes espécies:
- Semicossyphus darwini
- Semicossyphus maculatus
- Semicossyphus pulcher
- Semicossyphus reticulatus

## Tabela informativa
| Nome Científico           | Autor                | Nome Válido               | Família  | Nome Comum em Inglês                                   | Nome Comum em Português      | Nome Comum em Outros Idiomas                                       |
| ------------------------- | -------------------- | ------------------------- | -------- | ------------------------------------------------------ | ---------------------------- | ------------------------------------------------------------------ |
| Semicossyphus darwini     | (Jenyns,1842)        | Semicossyphus darwini     | Labridae | Galápagos sheephead wrasse or Chilean sheephead wrasse | Bodião-gigante de Galápagos  | Pejeperro (Espanhol)                                               |
| Semicossyphus maculatus   | (Pérez Canto, 1886)  | Semicossyphus darwini     | Labridae | Galápagos sheephead wrasse or Chilean sheephead wrasse | Bodião-gigante de Galápagos  | Pejeperro (Espanhol)                                               |
| Semicossyphus pulcher     | (Ayres,1854)         | Semicossyphus pulcher     | Labridae | California sheephead wrasse                            | Bodião-gigante da Califórnia | Vieja Californiana (Espanhol) カリフォルニアシープヘッド (Japonês) |
| Semicossyphus reticulatus | (Valenciennes, 1839) | Semicossyphus reticulatus | Labridae | Asian sheephead wrasse or Reticulate sheephead wrasse  | Bodião-gigante japonês       | 혹돔 (Coreano) コブダイ (Japonês) 金黃突額隆頭魚 (Mandarim)        |